# Liste der Monuments historiques in Marcq-en-Barœul
Die Liste der Monuments historiques in Marcq-en-Barœul führt die Monuments historiques in der französischen Gemeinde Marcq-en-Barœul auf.

## Liste der Bauwerke
| Bezeichnung                       | Beschreibung              | Standort                                | Kennzeichnung | Schutzstatus | Datum | Bild           |
| --------------------------------- | ------------------------- | --------------------------------------- | ------------- | ------------ | ----- | -------------- |
| Chapelle du Lazaro                | Kapelle                   | Rue du Lazaro Route nationale 17 (Lage) | PA00107737    | Classé       | 1951  | weitere Bilder |
| Glockenturm der Kirche St-Vincent | Erbaut im 16. Jahrhundert | Place du Général-de-Gaulle (Lage)       | PA00107738    | Inscrit      | 1987  | weitere Bilder |
| Haus                              | Erbaut 1933               | 21, avenue Foch (Lage)                  | PA00135489    | Inscrit      | 1995  |                |